# Bren
Bren eller Bren Gun, er et let maskingevær der blev brugt af Storbritanniens militær fra 1930'erne til 1991. Geværet kendes bedst som let maskingevær for tropper fra Commonwealth landene i 2. verdenskrig, men det blev også brugt i koreakrigen og i den sidste halvdel af det 20. århundrede inklusive Falklandskrigen og Golfkrigen.
Navnet Bren kommer af en sammenskrivning af Brno, som er navnet på den by i Tjekkoslovakiet hvor den blev designet, og Enfield, som er byen British Royal Small Arms Factory ligger i.
Bren var en modificeret udgave af et Tjekkoslovakisk designet maskingevær, ZB vz.26, som blev testet af det britiske militær i 1930'erne. Bren havde et iøjnefaldende buet magasin, konisk flammeskjuler og et hurtigt udskifteligt løb. I 1950'erne blev maskingeværet ombygget til at bruge 7.62 x 51 mm NATO ammunition i stedet for den tidligere .303 Britisk, fordi 7.62 blev indført som standard i den nye NATO-alliance. Bren var udstyret med støtteben, men kunne også monteres i affutage.
Bren blev senere erstattet i en del af sine roller af L7 GPMG, en variant af FN MAG, som havde fordelen af bæltefødning i stedet for magasiner. I 1980'erne blev GPMG maskingeværet suppleret af L86 LSW der erstattede Bren i rollen som let støttevåben, og våbnet var derefter kun i brug på visse køretøjer.

## Varianter
| Navn        | Beskrivelse |
| ----------- | --- |
| Mark 1      | I brug fra september 1937. Den originale Bren baseret på det tjekkoslovakiske forbillede.                                                                                |
| Mark 2      | Indført i 1941. Simplere version af Mk 1. Produceret af Monotype Group gennem et antal underfabrikker.                                                                   |
| Mark 3      | En kortere og lettere Bren lavet af Enfield fra 1944 til krigen i Østen og til luftbårne tropper.                                                                        |
| Mark 4      | Produceret fra 1944. |
| L4          | Fra 1958. L4 kan nemt genkendes på deres lige magasiner. Alle L4 var ændret til at tage 7.62 NATO ammunition.                                                            |
| Taden gevær | En bæltefødet version der skulle erstatte Vickers maskingeværet. Selv om det var pålideligt kunne det ikke længere bruges, da der blev skiftet til 7.62 NATO standarden. |
| L4A1        | Bren Mk III i 7.62 NATO med Mk I støtteben og stålløb. |
| L4A2        | Bren Mk III i 7.62 NATO, lettere støtteben og stålløb |
| L4A3        | Bren Mk II i 7.62 NATO |
| L4A4        | L4A2 variant med forkromet løb |
| L4A5        | L4A3 med forkromet løb til Royal Navy |
| L4A6        | L4A1 variant med forkromet løb |
| L4A9        | Bren med L7's sigtemidler |